# ناله‌های بلند
ناله‌های بلند (به فرانسوی: Les sanglots longs) مجموعه‌داستانی از ژیل پرو است.

## عنوان
عنوان کتاب برگرفته از شعر آواز پاییزی از پل ورلن است.

## ترجمهٔ فارسی
برخی از داستان‌های این کتاب در کتابی تحت‌عنوان وعده‌گاه شیر بلفور و داستان‌های دیگر با ترجمهٔ ابوالحسن نجفی از سوی انتشارات نیلوفر منتشر شده‌است.